# What Every Woman Knows (1934)
What Every Woman Knows is een Amerikaanse filmkomedie uit 1934 onder regie van Gregory La Cava. Het scenario is gebaseerd op het gelijknamige toneelstuk uit 1908 van de Schotse auteur J.M. Barrie.

## Verhaal
In Schotland zijn de ouders van Maggie Wylie bang dat hun dochter een oude vrijster zal worden. Ze financieren daarom de studie van John Shand op voorwaarde dat hij over vijf jaar met Maggie zal trouwen. Maggie ziet hoe ambitieus hij is en ze tracht zijn carrière in goede banen te leiden zonder dat hij het beseft. John komt zijn belofte na, hoewel hij niet echt van Maggie houdt.

## Rolverdeling
| Acteur           | Personage         |
| ---------------- | ----------------- |
| Helen Hayes      | Maggie Wylie      |
| Brian Aherne     | John Shand        |
| Madge Evans      | Sybil Tenterden   |
| Lucile Watson    | Gravin la Brierre |
| Dudley Digges    | James Wylie       |
| Donald Crisp     | David Wylie       |
| David Torrence   | Alick Wylie       |
| Henry Stephenson | Charles Venables  |